# Franco Brambilla (illustratore)
Franco Brambilla (Milano, 23 marzo 1967) è un illustratore italiano.

## Biografia
Si diploma all'Istituto Europeo di Design nel 1991. Dal 1998 al 2005 collabora all'inserto economico del Corriere della Sera realizzando illustrazioni, collage fotografici e infografica. Nel 1997 assieme agli amici Pierluigi Longo e Giacomo Spazio fonda uno studio, Airstudio, attraverso il quale per un decennio collaborerà con varie case editrici italiane per la progettazione grafica e l'illustrazione. Dal 2020 docente presso la sede milanese della Scuola Internazionale dei Comics, dipartimento di illustrazione. 
Per la Mondadori dal 1997 collabora a note collane editoriali come Urania, Urania Collezione e Millemondi divenendone dal 2000 il principale copertinista. Collabora con diverse agenzie pubblicitarie e case editrici in Italia e all'estero.
Nel 2007 lancia il progetto artistico “Invading The Vintage” in cui le cartoline del nonno vengono “invase”, interpretate o stravolte in chiave surreale da personaggi alieni anche ispirati a vecchi film e telefilm di fantascienza. Il progetto attira l'attenzione di blog e riviste italiane e straniere di arte e scienza come Wired negli USA e in Italia, Vice, Juxtapoz, Blue Canvas, Sunday Telegraph ed è stato inserito nel volume Geek Art - Une Anthologie Volume 1. Nel 2012 e partecipa alla mostra collettiva retrofuturista “Futur Anterieur” organizzata a Parigi presso la Galleria Du Journe Ages B nel 2012; nel 2014 è stato presentato all'Independent Arts Festival di Sint Nicklass in Belgio e, nel 2016, il Comune di Segrate gli dedica la mostra  "Invading Segrate" e "Invading The Vintage". Lo stesso Comune gli dedica una mostra sulle copertine realizzate per la collana celebrativa dei settanta anni in edicola della collana Urania realizzata da Mondadori ed RCS: "Urania 70anni di futuro"; nell'autunno del 2022 presso il centro multimediale Giuseppe Verdi. Ospite ufficiale a "Luccacomics and Games" nel 2019 e nel 2022, ad Albissolacomics nel 2019, 2022, 2024. Nel 2024 per la Fondazione San Carlo di Modena realizza dieci "invasioni" partendo da fotografie del loro archivio storico ed è ospite ufficiale del loro Smart Life Festival. 

## Riconoscimenti
- “Best Artist” agli European Awards, Eurocon Fiuggi 2009
- Premio Italia come migliore illustratore[2] e per la migliore illustrazione nel 2011, 2014, 2015, 2017, 2018, 2019, 2020,2021[11], 2022, 2023, 2024.
- Premio “Fondazione Carlo Jacono” nel 2013 per le copertine di Urania.
- Premio "Albina" per l'Illustrazione, Albissolacomics 2019.